# Invincible (film, 2001)
Pour les articles homonymes, voir Invincible.
Pour plus de détails, voir Fiche technique et Distribution.
Invincible est un film irlando-américano-britannico-allemand réalisé par Werner Herzog en 2001.

## Synopsis
L'histoire se déroule au début des années 1930 en Allemagne. Zishe Breitbart, un jeune forgeron juif polonais à la force exceptionnelle, est découvert par un agent berlinois qui décide de le lancer dans le music-hall. Hanussen, directeur de cabaret à Berlin et roi de l'hypnose, l'engage pour réaliser sur scène des numéros où il montre sa force, portant des déguisements de héros de la mythologie germanique. Hanussen, personnage douteux, s'acoquine aux nazis dans le contexte de la République de Weimar finissante. Zishe, garçon naïf qui n'était jamais sorti de son village juif, est tout d'abord intimidé par Hanussen mais finit par se rebeller contre son imprésario et, un soir, refuse de jouer les Siegfried et révèle sa judéité au public pendant un spectacle.

## Fiche technique
- Titre : Invincible
- Réalisation : Werner Herzog
- Scénario : Werner Herzog
- Photographie : Peter Zeitlinger
- Montage : Joe Bini
- Musique : Klaus Badelt, Hans Zimmer
- Pays d'origine :  Allemagne ;  États-Unis ;  Royaume-Uni ;  Irlande
- Genre : Film dramatique, Film de guerre
- Durée : 104 minutes
- Dates de sortie : 2002

## Distribution
- Tim Roth : Hersche Steinschneider / Erik Jan Hanussen
- Jouko Ahola : Zishe Breitbart
- Anna Gourari : Marta Farra
- Max Raabe : maître de cérémonies
- Jacob Wein : Benjamin Breitbart
- Gustav-Peter Wöhler : Alfred Landwehr
- Udo Kier : comte Helldorf

## Autour du film
Invincible s'inspire de la vie de deux personnalités authentiques du monde du spectacle de l'entre-deux-guerres, le voyant Erik Jan Hanussen et l'hercule Zishe Breitbart, mais ne prétend pas à la véracité historique et mélange vérité et fiction. Si Hanussen et Breitbart se sont effectivement rencontrés dans les milieux du spectacle, le premier n'a jamais été l'imprésario du second. Breitbart, qui ne cachait pas sa juidéité, n'était pas le jeune homme naïf représenté dans le film, mais un artiste de cirque et de music hall qui gérait sa célébrité internationale de manière tout à fait professionnelle. Le récit du film se déroule par ailleurs en 1932, tandis que le véritable Breitbart est mort en 1925. Les deux personnages sont utilisés non pas pour représenter leur vie de manière authentique mais pour construire une allégorie sur l'identité, la sincérité et la puissance. 
Le rôle de Zishe Breitbart est joué par Jouko Ahola, un professionnel finlandais du sport de force, vainqueur en 1997 et 1999 de la compétition de L'Homme le plus fort du monde.
Le tournage d’une partie du film s’est déroulé à Kuldīga (Lettonie).